# Albertville-Realschule Winnenden

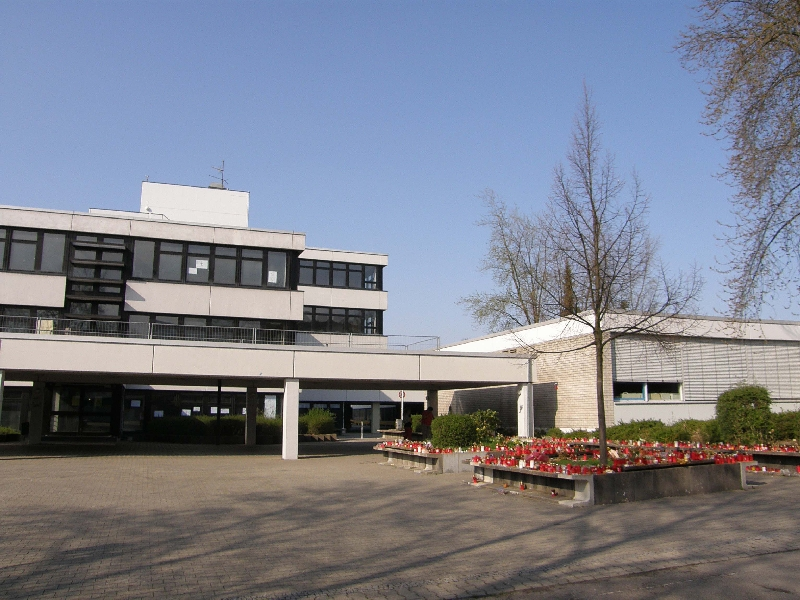
Der Schulhof wird von drei Schulen benutzt, das Gebäude im Hintergrund ist Teil des Lessing-Gymnasium sowie die Robert-Boehringer-Hauptschule

Die Albertville-Realschule ist eine von zwei Realschulen in Winnenden im Rems-Murr-Kreis in Baden-Württemberg.
Die Schule hieß zunächst Realschule Winnenden I im Bildungszentrum II und wurde 1980 nach der Partnerstadt Albertville in den französischen Alpen in Albertville-Realschule umbenannt. An der Realschule wurden 2009 etwa 580 Schüler in 20 Klassen von 32 Lehrern unterrichtet. Die Schule pflegt seit 1981 einen Schüleraustausch mit dem Collège La Combe de Savoie in Albertville und seit 2007 mit dem Vörösmarty Mihály Gimnázium in Budapest.
Am 11. März 2009 lief der 17-jährige Auszubildende und ehemalige Schüler Tim Kretschmer Amok. Im Rahmen des tateinleitenden Schulmassakers wurden acht Schülerinnen, ein Schüler und drei Lehrerinnen ermordet. Bedingt durch die Ereignisse setzte die Schule den Unterricht zunächst für alle Klassen aus. Nach einer dezentralen Wiederaufnahme des Unterrichts an sechs verschiedenen Standorten wurden ab dem 18. Mai 2009 wieder alle Schüler gemeinsam in einem Containerdorf auf dem Sportplatz unterrichtet. Das Schulgebäude wurde renoviert, zum Teil umgebaut und erweitert. Seit Beginn des Schuljahres 2011/2012 wird wieder im erneuerten Gebäude unterrichtet. Am 15. Oktober 2011 fanden die Übergabe und das 50-jährige Jubiläum der Schule statt.